# Life in Cartoon Motion
Life in Cartoon Motion er debutalbummet fra libanesiske/engelske Mika, der udkom i Danmark.
Albummet blev meget forskelligt modtaget. De gode anmeldelser kom bl.a. fra de britiske aviser The Observer og Evening Standard, der gav albummet 4/5 stjerner,[kilde mangler] mens danske Gaffa gav 5/6 stjerner. Den britiske hjemmeside Drowned in Sound var af en anden holdning, og gav kun albummet 1/10 stjerner. Denne anmeldelse medførte bl.a. at Queen-medlemmet Brian May officielt kritiserede hjemmesiden og dennes anmeldelse . CD'en har solgt over 500.000 eksemplarer i Det Forenede Kongerige Storbritannien og Nordirland .

## Spor
(Alle sange skrevet af Mika, med mindre andet er angivet.)

### Europæisk udgivelse
1. "Grace Kelly" (Mika, Jodi Marr, John Merchant, Dan Warner) – 3:07
2. "Lollipop" – 3:03
3. "My Interpretation" (Mika, Jodi Marr, Richie Supa) – 3:35
4. "Love Today" – 3:55
5. "Relax, Take It Easy" – 4:30 (contains a prelude monologue to "Any Other World")
6. "Any Other World" – 4:19
7. "Billy Brown" – 3:14
8. "Big Girl (You Are Beautiful)" – 4:08
9. "Stuck in the Middle" – 4:08
10. "Happy Ending" – 4:35 / 10:21 (med "Over My Shoulder" som skjult track – 4:45)

### USA/Canada udgivelse
1. "Grace Kelly" – 3:07
2. "Lollipop" 3:03
3. "My Interpretation" – 3:35
4. "Love Today" – 3:55
5. "Relax (Take It Easy)" – 3:44
6. "Ring Ring" – 3:35
7. "Any Other World" – 4:19
8. "Billy Brown" – 3:14
9. "Big Girl (You Are Beautiful)" – 4:08
10. "Stuck in the Middle" – 4:08
11. "Erase" (Mika, Jodi Marr, Desmond Child) – 3:38
12. "Happy Ending" – 4:35 / 10:21 (med "Over My Shoulder" som skjult track – 4:45)